# 努里馬諾夫斯基區

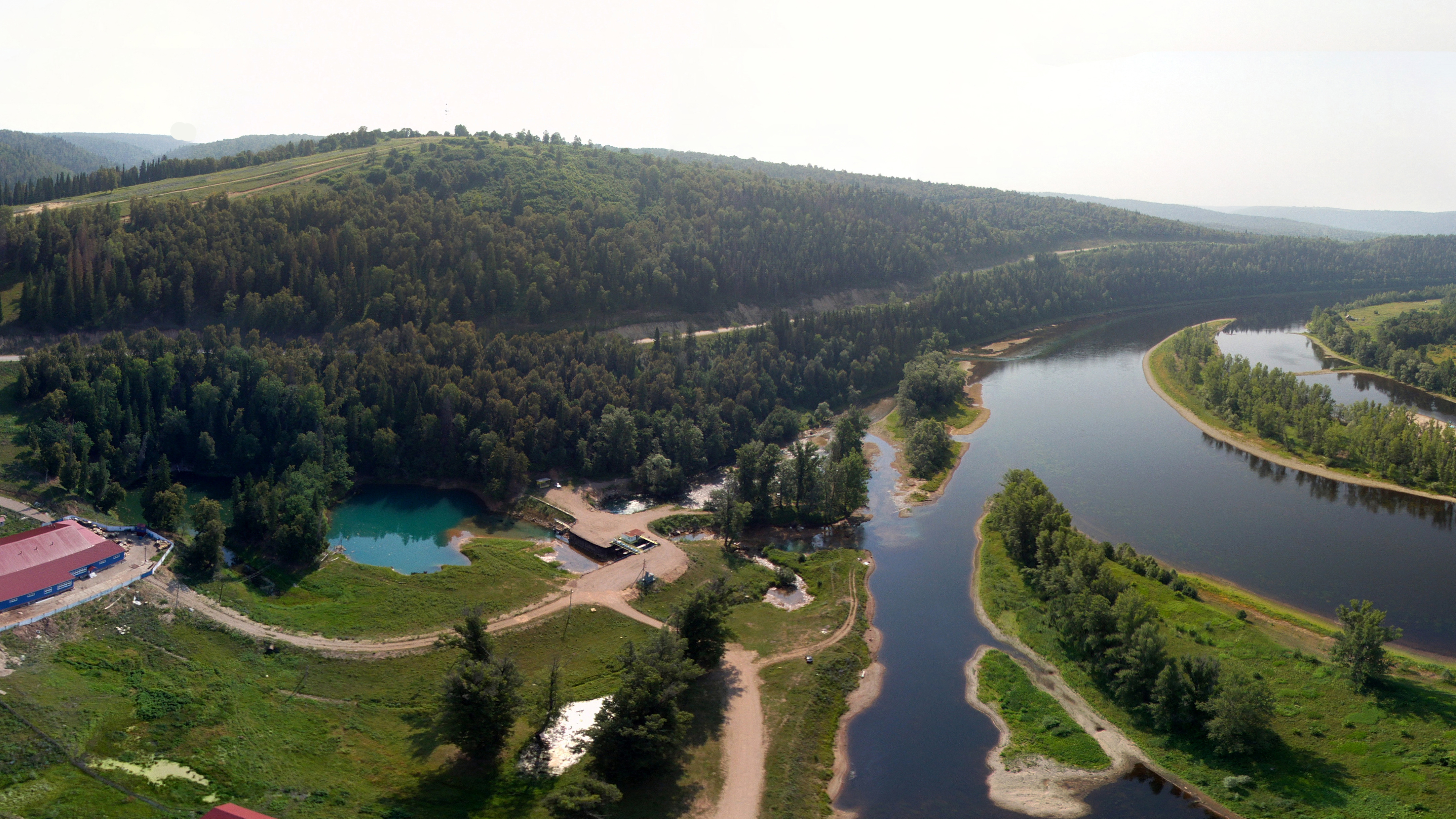

55°12′N 56°40′E / 55.200°N 56.667°E
努里馬諾夫斯基區（俄语：Нуримановский район），是俄羅斯的一個區，位於該國西南部，由巴什科爾托斯坦共和國負責管轄，始建於1930年，面積2,634平方公里，2010年人口20,824，人口密度每平方公里7.91人。